# Folklore: The Long Pond Studio Sessions
Folklore: The Long Pond Studio Sessions je americký dokumentární koncertní film režírovaný a produkovaný americkou zpěvačkou Taylor Swift. Byl vydán 25. listopadu 2020 na Disney+. Film zachycuje, jak Swift hraje všech 17 skladeb z jejího osmého studiového alba, Folklore (2020). Rovněž zachycuje debaty mezi producenty a autory alba Swift, Aarona Dessnera a Jacka Antonoffa. Během písně je hostem Justin Vernon.
Jedná už o čtvrtý film vydaný na streamovacích platformách po The 1989 World Tour Live (2015), Taylor Swift: Reaputation Stadium Tour (2018) a Miss Americana (2020). Zveřejnění filmu doprovázelo vydání živého alba Folklore: The Long Pond Studio Sessions (From the Disney+ Special).

## O filmu
V září 2020 se Swift a producenti jejího osmého studiová alba sešli v Long Pond Studio ve státě New York, aby spolu zahráli celé album v jedné místnosti po odloučení kvůli pandemii covidu-19.

## Obsazení
- Taylor Swift
- Jack Antonoff
- Aaron Dessner
- Justin Vernon

## Zveřejnění
Stejně jako u zveřejnění Folklore bylo vydání film oznámeno pár hodin před jeho vydáním. Film byl zveřejněn 25. listopadu 2020 na Disney+ a o dne později na Disney+ Hotstar v Indii a Indonésii.

## Živé album
Folklore: The Long Pond Studio Sessions (From the Disney+ Special) je třetí živé album americké zpěvačka Taylor Swift. Obsahuje nahrávky z Folklore: The Long Pond Studio Sessions. Album bylo spolu s filmem vydáno 25. listopadu 2020. Obsahuje dva disky. Zatímco druhý disk obsahuje živé nahrávky z filmu, na prvním disku je deluxe edice alba Folklore.

### Seznam skladeb
Všechny skladby na druhém disku mají v názvu "The Long Pond Studio Sessions" a byly produkovány Aaronem Dessnerem.
| Disk 1: Folklore — Deluxe edice | Disk 1: Folklore — Deluxe edice | Disk 1: Folklore — Deluxe edice        | Disk 1: Folklore — Deluxe edice | Disk 1: Folklore — Deluxe edice |
| Pořadí                          | Název                           | Autor                                  | Producent(i)                    | Délka                           |
| ------------------------------- | ------------------------------- | -------------------------------------- | ------------------------------- | ------------------------------- |
| 1.                              | The 1                           | Taylor Swift • Aaron Dessner           | Dessner                         | 3:30                            |
| 2.                              | Cardigan                        | Swift • Dessner                        | Dessner                         | 3:59                            |
| 3.                              | The Last Great American Dynasty | Swift • Dessner                        | Dessner                         | 3:51                            |
| 4.                              | Exile (featuring Bon Iver)      | Swift • William Bowery • Justin Vernon | Dessner                         | 4:45                            |
| 5.                              | My Tears Ricochet               | Swift                                  | Jack Antonoff • Swift           | 4:15                            |
| 6.                              | Mirrorball                      | Swift • Antonoff                       | Antonoff • Swift                | 3:29                            |
| 7.                              | Seven                           | Swift • Dessner                        | Dessner                         | 3:28                            |
| 8.                              | August                          | Swift • Antonoff                       | Antonoff • Swift                | 4:21                            |
| 9.                              | This Is Me Trying               | Swift • Antonoff                       | Antonoff • Swift                | 3:15                            |
| 10.                             | Illicit Affairs                 | Swift • Antonoff                       | Antonoff • Swift                | 3:10                            |
| 11.                             | Invisible String                | Swift • Dessner                        | Dessner                         | 4:12                            |
| 12.                             | Mad Woman                       | Swift • Dessner                        | Dessner                         | 3:57                            |
| 13.                             | Epiphany                        | Swift • Dessner                        | Dessner                         | 4:49                            |
| 14.                             | Betty                           | Swift • Bowery                         | Dessner • Antonoff • Swift      | 4:54                            |
| 15.                             | Peace                           | Swift • Dessner                        | Dessner                         | 3:54                            |
| 16.                             | Hoax                            | Swift • Dessner                        | Dessner                         | 3:40                            |
| 17.                             | The Lakes                       | Swift • Antonoff                       | Antonoff • Swift                | 3:32                            |
| Celková délka:                  | Celková délka:                  | Celková délka:                         | Celková délka:                  | 67:01                           |

| Disc 2: Folklore: The Long Pond Studio Sessions (From The Disney+ Special) | Disc 2: Folklore: The Long Pond Studio Sessions (From The Disney+ Special) | Disc 2: Folklore: The Long Pond Studio Sessions (From The Disney+ Special) | Disc 2: Folklore: The Long Pond Studio Sessions (From The Disney+ Special) |
| Pořadí                                                                     | Název                                                                      | Autor                                                                      | Délka                                                                      |
| -------------------------------------------------------------------------- | -------------------------------------------------------------------------- | -------------------------------------------------------------------------- | -------------------------------------------------------------------------- |
| 1.                                                                         | The 1                                                                      | Taylor Swift • Aaron Dessner                                               | 3:39                                                                       |
| 2.                                                                         | Cardigan                                                                   | Swift • Dessner                                                            | 3:50                                                                       |
| 3.                                                                         | The Last Great American Dynasty                                            | Swift • Dessner                                                            | 3:52                                                                       |
| 4.                                                                         | Exile (featuring Bon Iver)                                                 | Swift • William Bowery • Justin Vernon                                     | 4:39                                                                       |
| 5.                                                                         | My Tears Ricochet                                                          | Swift                                                                      | 4:55                                                                       |
| 6.                                                                         | Mirrorball                                                                 | Swift • Antonoff                                                           | 3:57                                                                       |
| 7.                                                                         | Seven                                                                      | Swift • Dessner                                                            | 3:28                                                                       |
| 8.                                                                         | August                                                                     | Swift • Antonoff                                                           | 4:20                                                                       |
| 9.                                                                         | This Is Me Trying                                                          | Swift • Antonoff                                                           | 3:29                                                                       |
| 10.                                                                        | Illicit Affairs                                                            | Swift • Antonoff                                                           | 3:03                                                                       |
| 11.                                                                        | Invisible String                                                           | Swift • Dessner                                                            | 4:17                                                                       |
| 12.                                                                        | Mad Woman                                                                  | Swift • Dessner                                                            | 3:58                                                                       |
| 13.                                                                        | Epiphany                                                                   | Swift • Dessner                                                            | 4:34                                                                       |
| 14.                                                                        | Betty                                                                      | Swift • Bowery                                                             | 4:50                                                                       |
| 15.                                                                        | Peace                                                                      | Swift • Dessner                                                            | 3:34                                                                       |
| 16.                                                                        | Hoax                                                                       | Swift • Dessner                                                            | 3:41                                                                       |
| 17.                                                                        | The Lakes                                                                  | Swift • Antonoff                                                           | 3:19                                                                       |
| Celková délka:                                                             | Celková délka:                                                             | Celková délka:                                                             | 67:00                                                                      |

## Rovněž
- Seznam televizních filmů Disney+